# Metoda 5 why
Metoda 5 whys (z ang. 5 dlaczego, inaczej: 5 Whys, 5W) jest jedną z metod pozwalających na wykrywanie przyczyn problemów (lub defektów). Jest to zasada, którą stosujemy w celu ustalenia podstawowej przyczyny problemu. Zadawanie kilku pytań „Dlaczego?” pozwala dojść do źródła zakłóceń, gruntownie zbadać ich przyczynę i skupić się na ich skutecznym rozwiązywaniu. Dzięki zadawaniu pytań „Dlaczego?” problem staje się bardziej zrozumiały, przez co podstawowa przyczyna jego powstania jest łatwiejsza do zidentyfikowania i wyeliminowania. Analiza 5 Whys pozwala odpowiedzieć na pytania: 
- Dlaczego powstał problem?
- Dlaczego go nie zauważyliśmy?
- Jak go rozwiązać?

## Historia
Twórcą metody 5 Whys jest Sakichi Toyoda. W trakcie rozwoju metodologii przemysłowej metoda 5W została szybko udoskonalona i wdrożona wewnątrz korporacji motoryzacyjnej Toyota. Jest to jeden z podstawowych składników decydujący o umiejętności radzenia sobie w trudnych sytuacjach. Taiichi Ohno, twórca Toyota Production System, opisuje 5W jako metodę naukowego podejścia Toyoty polegającą na kilkakrotnym zadawaniu pytania „Dlaczego?” dzięki czemu natura problemu, jak również jego rozwiązanie, staje się bardziej oczywiste. Metoda 5W zyskała na popularności na całym świecie i jest wykorzystywana do dziś jako element Kaizen.

## Zasady wykonywania
Reguły i wskazówki pomocne do prawidłowego wykonania analizy:
1. Konieczne jest prawidłowe sformułowanie i zapisanie problemu, a także jego zrozumienie przez uczestników.
2. Należy dbać o logikę ciągu przyczynowo-skutkowego oraz odróżnienie przyczyn od objawów. Aby upewnić się, że przyczyny źródłowe na pewno prowadzą do błędu, można odwrócić powstałe w analizie zdania za pomocą zwrotu „i dlatego”.
3. Analizę należy wykonywać krok po kroku, nie skakać do konkluzji. Przyczyn należy szukać w procesach, nie w ludziach. Błędem jest określać przyczynę źródłową jako „błąd ludzki”, „nieuwaga pracownika” itp..
4. Należy pytać „dlaczego”, aż do określenia przyczyny źródłowej, a zatem takiej, której eliminacja sprawi, że błąd już nie wystąpi.
5. Poleca się wykonywać analizę na papierze czy tablicy, zamiast na komputerze.
6. Niezbędne jest zaangażowanie kierownictwa, moderatora oraz prawidłowo dobranej grupy.
7. Ważna jest atmosfera szczerości i zaufania.

## Przykład
- Pytanie 1: Dlaczego wyrzuca Pan trociny na podłogę? 
  - Odpowiedź pracownika: Ponieważ podłoga jest śliska i zagraża bezpieczeństwu.

- Pytanie 2: Dlaczego podłoga jest śliska i zagraża bezpieczeństwu? 
  - Odpowiedź pracownika: Jest na niej olej.

- Pytanie 3: Dlaczego jest na niej olej? 
  - Odpowiedź pracownika: Maszyna przecieka.

- Pytanie 4: Dlaczego maszyna przecieka? 
  - Odpowiedź pracownika: Olej spływa przez złączkę.

- Pytanie 5: Dlaczego tak się dzieje? 
  - Odpowiedź pracownika: Ponieważ osłonka złączki się zużyła[3].

W opisanym przykładzie przyczyną problemu jest więc zły stan urządzeń oraz brak przeglądów prewencyjnych uwzględniających kontrolę stanu zaworów.

## Zalety
- Metoda 5W jest prostym narzędziem w rozwiązywaniu problemów, łatwym do zastosowania w każdej organizacji.
- Skuteczność tego narzędzia nie wymaga od pracowników żadnego specjalistycznego przygotowania.
- Metoda ta skłania pracowników do analitycznego myślenia i samodzielnej identyfikacji problemu.

## Wady
- Metoda 5 whys nie jest działaniem. Polega na dochodzeniu do problemu drogą dedukcji, która niekiedy może prowadzić do błędnych wniosków.

Uwaga praktyczna: Podczas używania metody 5WHY należy przestać zadawać dalsze pytania w chwili kiedy zapętlamy się w odpowiedziach albo wnioski zaczynają wyglądać na błędne. Oznacza to, że zaszliśmy zbyt głęboko w analizie.